# Editorial Maucci
Casa Editrice Maucci o Editorial Maucci è una casa editrice fondata nel 1892 a Barcellona, Spagna, dall’Italiano Emanuele Maucci (Battistini). La casa fu protagonista nei primi decenni del XX secolo di una formidabile espansione, nonché di uno straordinario successo in tutti i paesi ispano-americani.

## Il fondatore Emanuele Maucci

### La vita

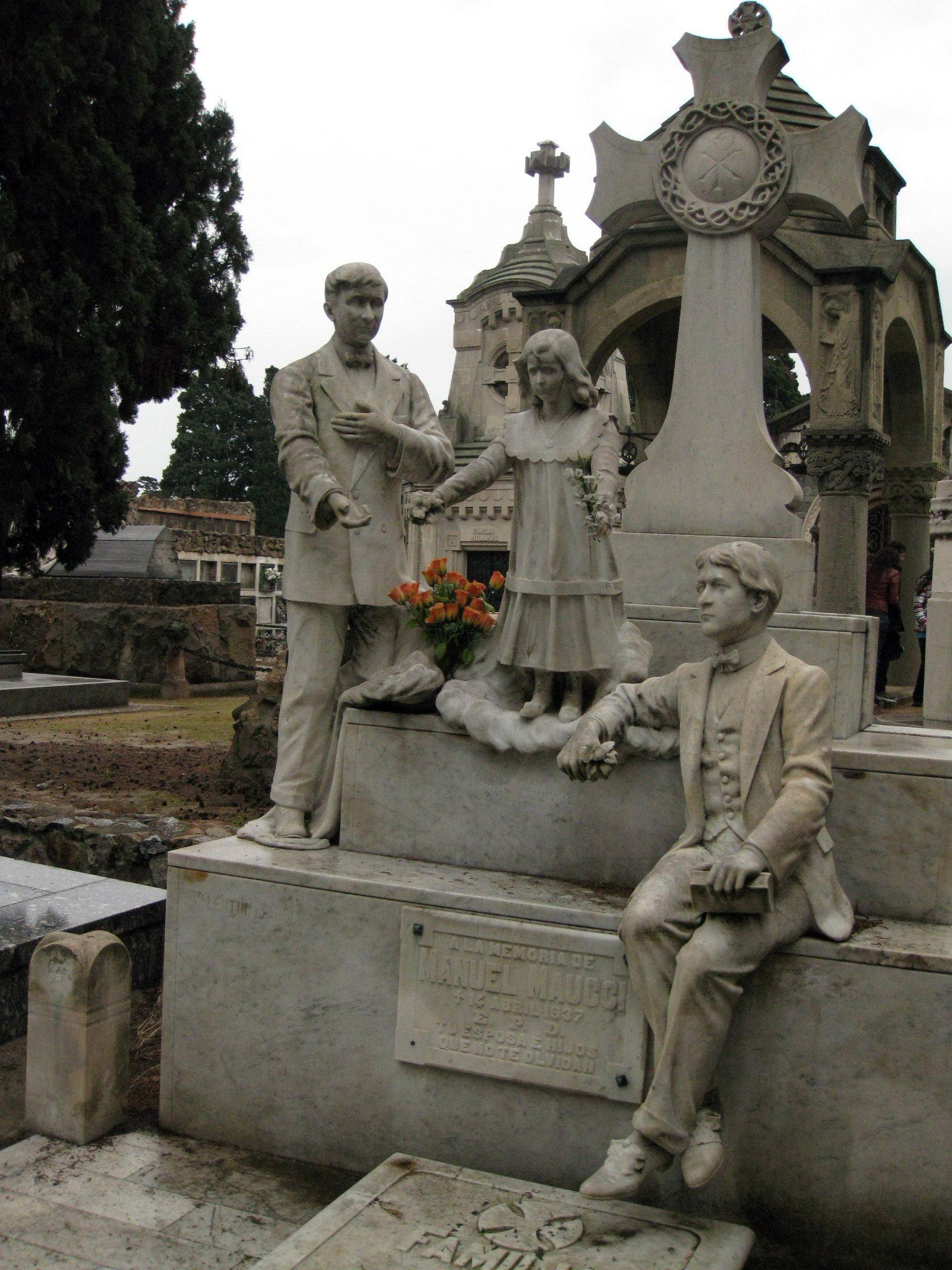
Tomba di Emanuele Maucci, cimitero monumentale di Montjuïc a Barcellona

Emanuele Maucci nasce nel 1850 a Parana, frazione di Mulazzo (MS) da Domenico e Brigida Battistini. Rimasto orfano del padre, venditore ambulante in Francia, si dedica anch’egli, giovanissimo, al commercio, vendendo però libri, secondo una consolidata tradizione locale. Nel 1868 tenta l’avventura in Argentina, sbarcando a Buenos Aires, dove lo attende lo zio Giacomo, partito da Parana 15 anni prima. In Argentina, a Città della Plata svolge ogni tipo di lavoro, da operaio nella costruzione di strade e ferrovie a venditore ambulante di libri.
Nel 1872, attratto dalle favorevoli condizioni offerte dal governo di Domingo Faustino Sarmiento, ritorna a Buenos Aires. Lì apre in Plaza Lavalle la prima libreria della città e ottiene un buon successo; lo affiancano numerosi cugini e fratelli. Lasciata l'attività a uno di questi, il cugino Giacomo, nel 1885, dopo un breve rientro in Italia, si trasferisce a Barcellona. Lì apre un deposito di libri e inizia la sua attività di editore.
Forse a causa della forte concorrenza delle case editrici spagnole, intorno al 1889 si sposta in Messico. A Città del Messico apre un nuovo negozio di libri e lavora come libraio ed editore. Nel 1892 lascia l’impresa nelle mani del cognato e cugino Alessandro e con un nuovo trasferimento a Barcellona dà inizio alla terza fase, decisamente espansiva, della sua attività. Muore a Barcellona nel 1937 e viene sepolto nel cimitero monumentale di Montjuïc.

### La tradizione dei librai lunigianensi
La Lunigiana, e in particolare i paesi di Montereggio, Parana e Mulazzo, a partire dai primi anni dell'Ottocento fu il punto di partenza di un tipo particolare di emigrazione.  Spinti dalla necessità di sopravvivere ad una terra povera e avara di occasioni, i più intraprendenti abitanti di quei luoghi si dedicarono all’attività dapprima di braccianti, poi di venditori ambulanti, dirigendosi verso il nord Italia, ma spesso anche varcando le Alpi verso Parigi e la Francia. Dal piccolo commercio di prodotti locali si passò in un primo momento alla vendita di pietre per affilare arnesi da taglio (particolarmente richieste nelle zone agricole del Bresciano o del Veneto); in seguito si preferì offrire libri, almanacchi, lunari, piccole pubblicazioni, libretti di devozione, che potevano essere acquistate con pochi spiccioli e proposte, andando di cascina in cascina, di paese in paese, sempre a prezzi competitivi.
Pur non sapendo spesso né leggere né scrivere, i venditori ambulanti lunigianensi riuscirono a captare e interpretare il gusto del pubblico, tanto da venire interpellati dagli stessi editori dai quali compravano fondi di magazzino e romanzi popolari (I reali di Francia, Il Guerin Meschino, Bertoldo, Bertoldino e Cacasenno, le poesie del Giusti e altri del genere).  Nella loro attività girovaga, venuti a contatto con esponenti della Carboneria e con seguaci delle idee mazziniane, si occuparono sporadicamente anche della vendita di opuscoli e libelli rivoluzionari  (stampati per lo più in Svizzera) nello Stato Lombardo Veneto, senza tuttavia entrare a far parte della rete cospiratrice.
La vendita itinerante presentava vantaggi, quali la libertà di determinare le zone di vendita e i costi ridotti, ma si svolgeva all’aperto, spesso sotto le intemperie, col pericolo di perdere la merce e la fatica di spostarla da un luogo all’altro. Si allestirono così dei banchi stabili o bancarelle nei luoghi più centrali e frequentati di molte città, bancarelle che presto si trasformarono in librerie vere e proprie ed in catene di librerie, gestite da intere generazioni delle famiglie di origine lunigianense come i Tarantola, i Fogola, i Ghelfi, i Maucci, e i Bertoni.
In ossequio a questa tradizione nel 1952 venne istituito a Pontremoli (il più importante centro della Lunigiana) il Premio Bancarella, gestito interamente dai librai.

## Contesto
L'attività dell'Editorial Maucci si colloca alla fine del XIX secolo. Dopo l’Esposizione Internazionale del 1888 e fino a quella del 1929, Barcellona visse un clima di attivismo e di prosperità economica. La fine del periodo coloniale aveva riportato in patria le grandi ricchezze degli emigranti spagnoli creando una borghesia decisa a modernizzare il paese e propensa ad investire in istruzione e attività artistico-ricreative, intenzionata a realizzare il recupero dell’identità e della cultura catalane.
Parallelamente, la seconda rivoluzione industriale aveva richiamato dalle campagne masse sociali ambiziose e determinate a migliorare la loro situazione economica anche attraverso la ricerca di una migliore educazione. La confluenza di interessi letterari, linguistici, culturali, ideologici e commerciali, unitamente alle tendenze politiche separatistiche e anarchiche, contribuì a creare uno spazio favorevole per lo sviluppo di nuove case editrici di tipo non convenzionale e un clima accogliente verso ogni tipo di pubblicazione o rivista.

## L'espansione
A partire dal 1892, suo anno di nascita, la Casa Editorìal Maucci conosce uno sviluppo rapido e considerevole. Nel 1901, quando viene inaugurata una nuova sede in Calle Mallorca (una strada del distretto di Eixample a Barcellona), una rivista del ramo descrive minuziosamente le capacità dell’azienda e a sua forza produttiva: circa 300 opere pubblicate tra traduzioni e originali, per un totale di 400 volumi diversi, produzione annuale che si calcola in un milione di volumi da una peseta, 240.000 libri a trimestre o 80.000 mensili. Di questa produzione un terzo è riservato alla penisola iberica, il resto si divide tra America Latina e Filippine.
Trent’anni più tardi la casa era cresciuta ulteriormente. Aveva acquistato una linotipia, una delle prime introdotte in Catalogna, aperto una succursale a Madrid e ampliato le dimensioni del corpo della fabbrica che occupava ora circa 4000 metri quadrati e si era dotata di una propria officina grafica. I 300 titoli del 1901 si erano moltiplicati e includevano quelli delle case editrici assorbite, la M. Domènech e la Henrich y Cia. In Particolare, incorporando la Doménech l'editoriale aveva assunto la prestigiosa collezione Artes y Letras

## La fortuna
Fin dal primo momento la produzione della Casa Editorial Maucci si basò sulla decisione di stampare due tipi di libro, a seconda del pubblico cui era destinato: un libro ben rilegato, stampato su carta di buona qualità, con impaginazione attraente destinato a biblioteche private e pubbliche, ed un prodotto modesto, spesso stampato su carta da giornale, pensato per lettori con risorse economiche limitate, formato ridotto e prezzo decisamente più basso, compensato da larghe tirature.
Le nuove tecniche di stampa rendevano fondamentali le illustrazioni, in genere tre in bianco e nero nei punti salienti del libro e una colorata, accattivante come copertina. La loro presenza rendeva più semplice e più comprensibile la lettura. Attraenti e colorate erano anche le locandine che in formato più grande riprendevano le copertine dei libri in vendita, sapientemente esposte nelle vetrine delle librerie. Altra trovata pubblicitaria consisteva nell’annunciare l’imminente pubblicazione di un libro tramite piccoli trafiletti su giornali e riviste o all’interno dei testi già editi.
Oltre a questa intuizione di partenza, la Casa Editrice seppe guadagnarsi il sostegno ufficiale delle agenzie governative e l’appoggio della borghesia catalana, con una politica aperta all’innovazione tecnologica.
Tuttavia la grande fortuna della Casa Editorial Maucci sta nell’aver intercettato e dato una risposta alla grande richiesta, nei paesi delle ex colonie americane, di libri pubblicati in spagnolo. In questo fu fondamentale la capillare rete commerciale delle filiali nelle Americhe (Argentina, Messico, Perù, Cuba, Uruguay), tutte gestite da fratelli, cugini, nipoti (Luigi, Carlo, Battista, Giacomo, Alessandro), in grado non solo di distribuire ma di stampare a loro volta in paesi in cui le case editrici erano rarissime o inesistenti. Sulla copertina del libro Historia negra di Juan de Urquia pubblicato nel 1899 compaiono per esempio distintamente le diciture Casa Editorial Maucci: Barcelona, Maucci Hermanos: Buenos Aires e Maucci Hermanos: Mèxico.

## La produzione
Gli ultimi cataloghi della Casa Editorial Maucci (1931-1935) mostrano circa 2500 titoli di un migliaio di autori, distribuiti in una quarantina di collane, tutte in castigliano.
Prevalgono per tre quarti le opere di narrativa; il resto copre le tematiche più eterogenee. Spiccano filosofia e sociologia, di difficile gestione dal punto di vista ideologico, con collane che riprendono teorie anarchico-libertarie (Reclus, Marx, Kropotkin, Proudhon), classici del libero pensiero come Voltaire e Diderot, dottrine sociali avanzate (Stuart Mill, Herbert Spencer. Non mancano collane su medicina, magia, bianca e nera, spiritismo, occultismo, materiale scolastico e libri universitari, dizionari e persino testi di divulgazione sessuale (Biblioteca Verde). Tra le collane di maggior successo ci sono quelle intitolate Grandes maestros e Grandes Pensatores, che comprendevano i classici della letteratura europea, da Cervantes a Shakespeare a Stevenson. da Dostoievski e Tolstoi a Dumas, Flaubert, Zola.
Tra gli italiani i più pubblicati furono Dante, Boccaccio, De Amicis, Fogazzaro, Motta e Salgari. Il record di pubblicazioni  (138) spetta però a Carolina Invernizio, regina del romanzo d'appendice italiano.
In catalogo sono presenti anche quattro collane di teatro, delle quali la più importante, Teatro Mundial , comprende circa 200 titoli.
Il nucleo più consistente, con centinaia e centinaia di opere, è rappresentato dal romanzo o novela, nelle sue articolazioni:
- Novela curta, romanzo breve che veniva generalmente venduto a prezzo contenuto.
- Novela universal, che raccoglieva i grandi classici della letteratura.
- Novela poliziesca; quest’ultima ebbe la sua migliore espressione nella Coleccion Amarilla (In italiano "Giallo") composta da 51 volumi a tema poliziesco o misterioso, nata in seguito all’acquisizione dei diritti di alcuni titoli pubblicati in Italia da Arnoldo Mondadori Editore nella sua collana “I Gialli”.

### Le traduzioni
Le traduzioni delle opere straniere erano il punto debole di molte case editrici dell’epoca. Risultavano spesso poco curate, frettolose e mal retribuite. Spesso, per esigenze di spazio venivano pubblicate opere lacunose e incomplete. La Casa Editorial Maucci non sfugge a questa accusa da parte della critica contemporanea, ma accanto a traduttori mediocri si avvale anche dei migliori, scrittori e intellettuali dell’epoca come Carmen de Burgos (che tradusse molte opere di Salgari), Ramon Maria del Valle Inclàn (che tradusse opere di Matilde Serao e Alessandro Dumas), Leopoldo Alas, (che tradusse Zola), Augusto Riera (D'Annunzio, De Amicis, Tolstoi).

### Principali successi editoriali
Una delle opere che ogni anno otteneva grande successo tra i lettori era  l’Almanacco Illustrato Ispano-Americano, una raccolta di articoli e accattivanti illustrazioni, mentre grandissima diffusione, a giudicare dal numero di ristampe e di copie ancora in circolazione ebbero le raccolte o antologie di poesie destinate al mercato delle ex colonie. Queste, dette Parnasos, che potevano avere carattere nazionale (parnaso argentino, cileno ecc...) o globale, raggruppavano poesie di autori giovani, poco noti, che difficilmente riuscivano a conquistare la fiducia degli editori.
Per i Parnasos non esisteva un solo modello codificato: alcuni erano esteticamente ricercati altri venivano stampati su carta da giornale. Per la maggior parte erano comunque tascabili con disegni floreali o bucolici sulla copertina. Spesso recavano un prologo che ne esaltava la novità o le difficoltà affrontate nel diffondere una poetica alternativa alla tradizione.

### Temi trattati neiParnasos
I temi trattati esaltavano la libertà e l’unità delle nuove repubbliche americane. Pubblicati a partire dal primo decennio del XX secolo vennero presto a contrapporsi all’opera del famoso studioso spagnolo Marcelino Menéndez Pelayo Antologia de Poetas hispano-americanos (Madrid 1883-1895), commissionata in occasione del IV centenario della scoperta dell’America. Marcelino Menéndez Pelayo ribadiva la superiorità degli autori spagnoli, esprimeva giudizi caustici e spezzanti nei confronti dei giovani poeti repubblicani e delle loro nuove correnti poetiche-estetiche. I Parnasos rappresentarono l’io lirico di poeti di 20 nazioni, Antille, Argentina, Bolivia, Brasile, Centroamerica, Cile, Costa Rica, Ecuador, Cuba, Filippine, Guatemala, Messico, Nicaragua, Panama, Perù, Porto Rico, Repubblica Dominicana, El Salvador, Uruguay, Venezuela.

## Riconoscimenti
La Casa Editorial Maucci godette di molta considerazione presso i contemporanei. Un articolo pubblicato sul Correo de los libros del 25 maggio 1937, in occasione della morte di Emanuele Maucci, afferma che la casa editrice, presente a Barcellona da parecchi lustri, non necessita encomi o presentazioni, perché da tutti conosciuta, in tutta la Spagna e l’America; riconosce al defunto il ruolo fondamentale di divulgatore e promotore della cultura tra le masse, grazie alla democratizzazione del sapere garantita dai libri economici. Dalla dicitura riportata su molti dei libri stampati si apprende che la Casa Editorial Maucci venne insignita di numerosi premi: medaglia d’oro alle esposizioni di Vienna del 1903, di Madrid e Budapest nel 1907, Londra, e Parigi nel 1913, Buenos Aires nel 1910. La Maucci Hermanos messicana ricevette nel 1900 la medaglia d’oro dell’Ateneo di Lima e La casa Editora Maucci Hermanos Buenos Aires ottenne la medaglia d’argento alla Esposizione di Torino del 1911.

## Critiche
Tra gli studiosi contemporanei che esprimono invece critiche negative si distingue il bibliografo Antoni Palau i Dulcet, che nel suo Memoires d’un libbreter Catalò del 1935 non perdona la pubblicazione della collana dei 138 romanzi di Carolina Invernizio, ritenendola letteratura di serie B, destinata a un pubblico incolto e destinato a rimanere tale. Altre critiche si riferiscono a traduzioni carenti o mettono sotto accusa le copertine di dubbio gusto, volgari e allusive atte a sedurre e monopolizzare i lettori.

## Periodo finale
La morte del fondatore, nel 1937 coincise con la fine della fortuna della casa editrice. Negli anni della guerra civile fu confiscata e occupata, prima dalle forze franchiste, poi dall'editoria anarchica Tierra y Libertad. Gli eredi Maucci ne recuperarono la proprietà solo nel 1939 e ne proseguirono l’attività in forma ridotta, stampando e rieditando opere in catalogo fino al 1960 circa.